# Stevie Starr
Stevie „The Professional Regurgitator” Starr (ur. 13 grudnia 1962 w Glasgow) – szkocki performer znany ze swoich pokazów regurgitacji. Podczas występów połyka różne przedmioty, takie jak monety, żarówki, balony, paznokcie, kule bilardowe, suchy cukier czy złota rybka, a potem wypluwa je w całości. Nigdy nie opisał dokładnie, jak wykonuje swoje pokazy, a nieprawdopodobieństwo niektórych występów sprawiło, że niektórzy widzowie podejrzewali, iż jest iluzjonistą. Starr pojawił się w programach The Tonight Show with Jay Leno, Late Show with David Letterman i Late Night with Jimmy Fallon. Performer daje liczne pokazy na całym świecie.

## Życiorys
Według swojej oficjalnej biografii wychował się w domu dziecka w Glasgow. Twierdzi, że rozwinął swój talent, aby ukrywać pieniądze, okradać sklepy ze słodyczami i dawać pokazy z połykaniem kredy w szkolnej klasie. Starr twierdzi, że jest jedynym na świecie profesjonalnym regurgitatorem, choć znani są inni performerzy (historyczni i współcześni) dający pokazy regurgitacji. Jednym z nich był Hadji Ali.

## Występy w telewizji
W 2010 Starr wziął udział w castingu do czwartej edycji Britain’s Got Talent. Pojawił się w odcinku z 24 kwietnia 2010, połykając ponumerowane monety i kule bilardowe i wypluwając je w wybranej przez jury kolejności. Przeszedł do półfinału, podczas którego połknął pierścionek zaręczynowy Amandy Holden, a następnie zamkniętą na klucz kłódkę. Na koniec występu wypluł kłódkę z przymocowanym do niej pierścionkiem, a potem klucz. Ostatecznie zajął czwarte miejsce w głosowaniu publiczności, nie docierając do finału. Wziął udział także w niemieckiej wersji show Das Supertalent. Zajął trzecie miejsce w półfinale i awansował do finału. W październiku 2011 pojawił się w czesko-słowackiej wersji programu Česko Slovensko má talent, gdzie przeszedł do finału, a w październiku 2013 we włoskiej wersji – Italia's Got Talent – w której doszedł do półfinału. W styczniu 2015 pojawił się w 9. serii francuskiej wersji programu La France a un incroyable talent, gdzie doszedł do finału, zajmując czwarte miejsce.